# Ruch społeczny
Ruch społeczny – forma zbiorowego, spontanicznego działania pewnych kategorii społecznych lub zbiorowości zmierzającego do określonego celu i często do wywołania zmiany społecznej.
Podejmowane przez członków ruchów społecznych akcje mają zazwyczaj charakter spektakularny, aby wywołać duże wrażenie zarówno na społeczeństwie, jak i na aparacie władzy, który kontroluje to społeczeństwo. Według Jana Szczepańskiego występują trzy typy ruchów społecznych:
- ruchy ekspresywne,
- ruchy reformatorskie,
- ruchy rewolucyjne – np. ruchy narodowowyzwoleńcze.

W innej typologii wyróżnić można ruchy świeckie i ruchy religijne.
W socjologii humanistycznej upatruje się ruchy społeczne jako główne, najbardziej istotne czynniki zmiany społecznej i rozwoju społecznego.
Ruchy społeczne nie tworzą skomplikowanych struktur organizacyjnych, jednakże w sytuacji, gdy mają możliwość wpływu na władzę i mogą nie tylko postulatywnie głosić potrzebę zmiany, lecz także zmianę tę wprowadzać, wówczas następuje ich instytucjonalizacja, przy czym same przekształcają się w rozbudowane organizacje, np. partie polityczne. Znaczna część ruchów społecznych jednak rozpada się.
Współcześnie nowoczesne technologie informacyjne, a zwłaszcza Internet, dają możliwość szybkiego rozprzestrzeniania się nowych ruchów społecznych.

## Typy ruchów społecznych
Socjolodzy rozróżniają kilka rodzajów ruchów społecznych, których działalność można podzielić ze względu na:
- Zakres działania:
  - ruchy reformatorskie – ruchy społeczne wspierające zmiany pewnych norm społecznych lub prawa. Przykładami takich ruchów mogą być związki zawodowe, których celem jest zwiększanie praw pracowników, ruchy ekologiczne wspierające wdrażaniem proekologicznej legislacji lub ruchy wspierające wprowadzenie kary śmierci lub prawa aborcyjnego. Niektóre ruchy reformatorskie mogą starać się zmienić pewne zwyczaje lub normy moralne, takie jak potępianie pornografii lub rozprzestrzenianie pewnej religii.
  - ruchy radykalne – są to ruchy mające na celu fundamentalną zmianę wartości danego systemu społecznego. Przykład tego typu ruchów może zawierać się w działalności Ruchu Praw Obywatelskich, który domagał się pełni praw cywilnych oraz równości wobec prawa dla wszystkich obywateli USA, bez względu na rasę. Na polskim gruncie przykładem ruchu radykalnego była „Solidarność”, która domagała się transformacji polskiego systemu polityczno-ekonomicznego opartego na stalinizmie w system demokratyczny, innym przykładem ruchu radykalnego może być południowoafrykański ruch na rzecz mieszkańców slumsów – Abahlali baseMjondolo, domagający się pełnego włączenia mieszkańców slumsów w życie miast.
- Typ wprowadzanych zmian:
  - ruchy innowacyjne – są to ruchy społeczne, które chcą wprowadzić nowe lub zmienić obowiązujące normy, wartości itd. Przykładem takiego ruchu może być singularyzm, opowiadający się za przemyślanymi działaniami w kierunku zaistnienia osobliwości technologicznej i zapewnienia jej bezpieczeństwa dla ludzkości.
  - ruchy konserwatywne – są to ruchy społeczne, które chcą zachować istniejące normy, wartości itd. Na przykład dziewiętnastowieczny ruch luddystów skierowany przeciwko nowym technologiom w produkcji lub współczesny ruch sprzeciwiający się produkcji żywności zmodyfikowanej genetycznie mogą być traktowane jako ruchy konserwatywne, gdyż ich walka skierowana jest przeciwko konkretnym zmianom w technologii.
- Grupy docelowe:
  - ruchy, których celem jest dotarcie do pewnych grup społecznych lub mające na celu wpływać na społeczeństwo w ogólności. Są to na przykład ruchy społeczne wspierające zmianę systemu politycznego. Niektóre z tych ruchów mogą przekształcić się lub dołączyć do partii politycznej, ale wiele pozostaje poza partią polityczną wspierającą reformy.
  - ruchy, których celem jest dotarcie do jednostki. Przykładem tego typu ruchów to w większości ruchy religijne.
- Metody działania:
  - ruchy pokojowe – są to ruchy stosujące nieagresywne środki protestu jako część swojej kampanii biernego oporu, często nazywanego walką cywilną. Amerykański ruch praw obywatelskich, polska Solidarność lub nie stosujące przemocy, zorientowane na obywatelskim nieposłuszeństwie skrzydło ruchu niepodległości Indian, mogą być przykładami tego typu ruchów[1].
  - ruchy agresywne – są to ruchy społeczne, które skłaniają się do stosowania przemocy. Są to zazwyczaj ruchy zmilitaryzowane i w ekstremalnych przypadkach mogą przybrać formę organizacji terrorystycznej lub paramilitarnej. Przykładem tego typu organizacji może być Frakcja Czerwonej Armii, Czerwone Brygady lub Al-Ka’ida.
- Stare i nowe:
  - stare ruchy – ruchy społeczne, które istniały przez wiele wieków. Są to najstarsze poznane ruchy społeczne, których działalność w zorganizowanej formie można datować najpóźniej na wiek XVIII lub XIX, odnoszące się do konkretnych grup społecznych takich jak klasa pracująca, chłopi, arystokraci, protestanci. Były to ruchy społeczne skupione zazwyczaj wokół materialnych celów takich jak poprawa warunków życia, na przykład, walka o autonomię polityczną klasy pracującej.
  - nowe ruchy – są to ruchy społeczne, które stały się dominujące w drugiej połowie XX wieku – takie jak feminizm, pro-choice, ruch praw obywatelskich, ruch ekologiczny, ruch wolnego oprogramowania, ruch społeczny na rzecz praw osób LGBT, pacyfizm, ruch antynuklearny, ruch alterglobalistyczny itd. Czasami są one znane jako nowe ruchy społeczne. Zazwyczaj koncentrują się na problemach przekraczających problemy danych grup społecznych, ale są z nimi związane.
- Skalę działania:
  - ruchy globalne – są to ruchy społeczne z globalnymi (ponadnarodowymi) celami. Są to ruchy takie jak pierwsza (gdzie Marx i Bakunin spotkali się po raz pierwszy), druga, trzecia i czwarta międzynarodówka, Światowe Forum Społeczne, Globalna Akcja Ludzi (ang. Peoples’ Global Action) oraz ruch anarchistyczny, które starają się zmienić społeczeństwo na poziomie globalnym.
  - ruchy lokalne – większość ruchów społecznych ma lokalny zakres działania[2]. Są one skupione na lokalnych lub regionalnych celach takich jak ochrona konkretnych obszarów przyrodniczych, lobbowanie za obniżeniem opłat za przejazdy konkretnymi autostradami lub ochrona budynków przed wyburzeniem w celu gentryfikacji i przekształcenia ich w centra społeczne.